# 바흐람 4세

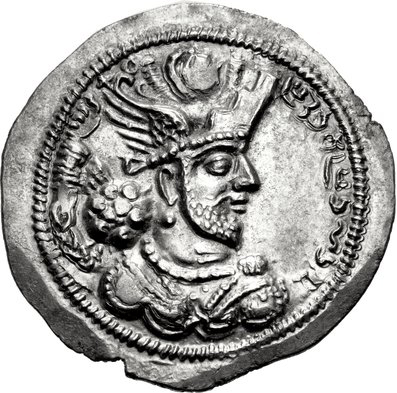

바흐람 4세(팔레비어: 𐭥𐭫𐭧𐭫𐭠𐭭, 페르시아어: بهرام چهارم, 생년 미상 ~ 399년)는 사산 왕조 페르시아 제국의 샤이다. 등극 하기 전은 케르만의 왕이었다.

## 생애
이 시대의 사산 왕조는 로마 제국과 같이 훈족 등의 유목민의 침입에 시달렸지만, 상세한 기록은 남아있지 않다. 케르만 지방에는 예전의 아르다시르 1세가 동부의 시스탄오발루체스탄으로부터의 방위 거점으로 쌓아올린 요새가 있었다. 바흐람 4세는 이곳에서 유목민들을 격퇴하였고, 그 공을 인정받아 샤로 추천되었다고 짐작된다. 그러나 바흐람 4세는 군주에 적합한 인물은 아니었으며, 그리 쉽게 왕위에 오를 수 있었다고는 생각하기 어렵다.
바흐람 4세는 그의 의무를 완전히 무시하여 가혹한 사람이라고 평가된다. 그리하여 399년에 바흐람 4세는 자신을 호위하던 병사들에게 화살을 맞고 암살당한다.

## 국외
바흐람 4세는 아르메니아의 내정에 간섭하여 크스로(Khosrov)왕을 좁은 성에 유폐시키고, 자신의 형제인 브람샤푸르(Vramshapuh)를 아르메니아의 왕위에 앉혔다. 크스로는 로마 제국이 간섭해 줄 것을 원했으나, 테오도시우스 1세는 384년에 맺어진 평화조약을 빌미로 그의 원조요청을 무시하였으며 더 이상 간섭하지 않았다.

## 참고
- 'The Civilizations of the Ancient Near East' by George Rawlinson, Project Gutenberg

| 전임 샤푸르 3세 | 사산 왕조의 샤 바흐람 4세 388년 - 399년 | 후임 야즈데게르드 1세 |

 본 문서에는 현재 퍼블릭 도메인에 속한 브리태니커 백과사전 제11판의 내용을 기초로 작성된 내용이 포함되어 있습니다.